# Mierzynek (województwo zachodniopomorskie)
Mierzynek (niem. Neu Marrin) – wieś sołecka w Polsce położona w województwie zachodniopomorskim, w powiecie białogardzkim, w gminie Karlino. W latach 1975–1998 wieś należała do województwa koszalińskiego. W roku 2007 wieś liczyła 30 mieszkańców. 

## Geografia
Wieś leży ok. 8 km na północny wschód od Karlina.

## Historia
Do 1820 roku Mierzynek należał do klucza dóbr w Mierzynie, którego właścicielem był Joachim Friedrich Scheunemann. W 1822 roku podzielił on swój majątek między swoich synów. W Mierzynku wybudowano nową siedzibę. Od 1862 roku właścicielem majątku był Robert Ludwig Scheunemann i jego spadkobiercy w linii prostej. Majątek stanowił ich własność aż do II wojny światowej. 

## Zabytki
Do wojewódzkiego rejestru zabytków wpisany jest:
- park dworski[4] z drugiej połowy XIX wieku, o pow. 4,3 ha, w tym 0,1 wód. Założono go zgodnie z założeniami stylu eklektycznego - regularny układ. W założeniu droga wjazdowa i aleja prowadząca do dworu były zadrzewione po obu stronach. Duża, otwarta płaszczyzna za dworem tworzyła wnętrze ogrodowe. W północnej części parku został założony sad (dzisiaj zarośnięty i zdziczały). Całość siedliska, wzdłuż jego granic, była obsadzona zadrzewieniami rzędowymi. Podział działek pomiędzy czterech właścicieli spowodował, że czytelny układ parku i charakter jego założenia, zatarły się.

inne zabytki:
- Dwór w Mierzynku zbudowany w pierwszej połowie XIX wieku w stylu eklektycznym, składa się z trzech brył. Najstarszą część stanowi parterowy budynek z ryglówki z dziesięcioosiową fasadą zwróconą w kierunku wschodnim. Ten budynek posiada dwa wejścia w osiach bocznych. Nad czterema środkowymi osiami, w części dachowej znajduje się czteroosiowa wystawka kryta odrębnym dachem dwuspadowym. Wyraźnie jest widoczna konstrukcja ryglowa. Pola pomiędzy ryglami są tynkowane. Dach budynku naczółkowy, pokryty dachówką cementową układaną w romby. Do tego budynku dobudowano w 2. połowie XIX wieku dwukondygnacyjną, siedmioosiową bryłę pokrytą odrębnym, dwuspadowym dachem o kalenicy prostopadłej do kalenicy budynku starszego. Wejście do budynku znajduje się w osi centralnej parteru. Otwory okienne i drzwi ozdobione są regularnymi, półpełnymi łukami stanowiącymi ich zamknięcie. Trzecia część dworu pochodzi natomiast z 1. połowy XX wieku i została dobudowana do południowej, szczytowej elewacji, najstarszej części dworu. Ten budynek jest trójkondygnacyjny a swoją wielkością przytłacza stary dwór. Kryty jest dachem czterospadowym, wejście umieszczono w elewacji południowej. Budynek nie ma połączenia z wnętrzem wcześniejszego domu. Pow. użytkowa całości obiektu wynosi 820 m2. Od 1947 roku, budynek stanowi własność czterech gospodarzy[5].